# Berberissläktet
Berberissläktet (Berberis) är ett växtsläkte i familjen berberisväxter. Släktet innehåller 400 arter, och är utbredda i södra Europa, Asien och Nordamerika. Flera arter odlas som trädgårdsväxter i Sverige.
Mahoniasläktet (Mahonia) är mycket närstående och räknas ibland till berberissläktet. mahonia har parbladiga blad utan taggar, medan berberis har enkla blad och vanligtvis taggar på grenarna.